# Croonsallee 37 (Mönchengladbach)

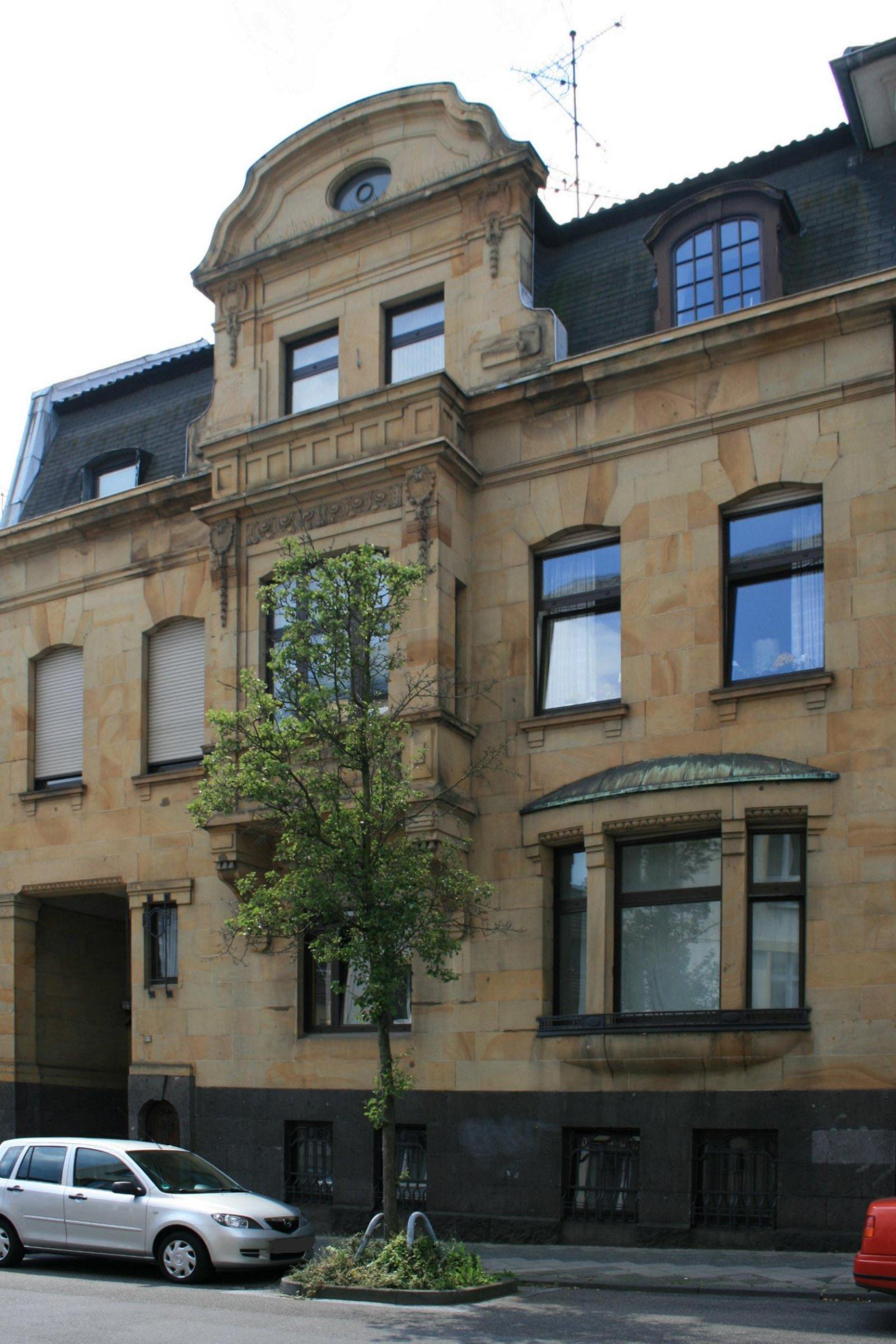
Einzelwohnhaus (2010)

Das Wohnhaus Croonsallee 37 steht in Mönchengladbach (Nordrhein-Westfalen).
Das Haus wurde 1908 erbaut. Es ist unter Nr. C 003 am 14. Mai 1985 in die Denkmalliste der Stadt Mönchengladbach eingetragen worden.

## Architektur
Bei dem Objekt handelt es sich um ein zweigeschossiges, über hohem Kellersockel errichtetes Einzelwohnhaus mit ausgebautem Mansarddach und fünfachsig gestalteter Sandsteinfassade.